# Haswell (microarquitetura)
Haswell é o codinome da quarta geração de processadores Intel Core com processo de fabricação de 22 nm para computadores, embarcados, dispositivos móveis e servidores, fabricados entre 2013 e 2015, como sucessora da arquitetura Ivy Bridge. Usando o processo de fabricação de 22 nm, a Intel lançou CPUs baseadas nessa microarquitetura em junho de 2013. Um processador de baixo consumo de energia, projetado Ultrabooks, tendo o sufixo Y.
Intel demonstrou um chip Haswell trabalhando no Intel Developer Forum 2011. Haswell CPUs são usados em conjunto com os Intel 8 Series chipsets e Intel 9 Series chipsets.

## Projeto
A arquitetura Haswell foi projetada especificamente para otimizar a economia de energia e benefícios de desempenho para de mudança FinFET (não-planar, "3D"), e transistores melhorados.
Haswell foi lançada em três formas principais:
1. Versão Desktop (LGA 1150 socket e o novo LGA 2011-v3 socket): Haswell-DT
2. Versão Mobile/Laptop (PGA socket): Haswell-MB
3. Versão BGA:
  - Classes 47 W e 57 W TDP: Haswell-H (Para sistemas "All-in-one" , Mini-ITX, placas mães, e outros formatos de dimensões reduzidas.)
  - Classes 13.5 W e 15 W TDP (MCP): Haswell-ULT (Para Intel's plataforma Ultrabook.)
  - Classe 10 W TDP (SoC): Haswell-ULX (Para Tablets e UltraBook)

### Desempenho
Comparado com Ivy Bridge:
- Cerca de 8% de ganho em Processamento vetorial em Desempenho.[7]
- desempenho single-threaded 6% mais rápido.
- 6% mais rapido desempenho de multi-threaded.
- Desktop variantes de Haswell draw entre 8% e 23%mais de potência sob carga do que Ivy Bridge.[7][8][9]
- Um aumento de 6% no desempenho sequencial CPU (oito portas de execução por núcleo contra seis).[7]
- Até 20% de aumento de desempenho sobre a HD4000 GPU (Haswell HD4600 vs Ivy Bridge's embutido Intel HD4000).[7]
- Melhoria de desempenho total, em média, é de cerca de 3%.[7]
- Por volta de 15 °C mais quente do que Ivy Bridge, enquanto as freqüências de clock de 4,6 GHz são realizáveis[10][11][12][13][14]

## Tecnologia

### Características transportados da Ivy Bridge
- Processo de fabricação de 22 nm
- 3D transistores tri-gate
- Cache de micro-operação capaz de armazenar 1,5 K micro-operações (aproximadamente 6 KB de tamanho)[15]
- 14 a 19 estágios de pipeline de instruções, dependendo do cache de micro-operação acertar ou errar (a mesma abordagem usada em CPUs antecessor, Sandy Bridge e Ivy Bridge)[15]
- Variantes principais são até quad-core[16]
- O suporte nativo para memória DDR3 dual-channel,[17] com até 32 GB de RAM em LGA 1150.
- 4 KB (32 KB Instrução + 32 KB de dados) cache L1 e 256 KB de cache L2 por núcleo[18]
- Um total de 16 portas PCI Express 3.0

## Características

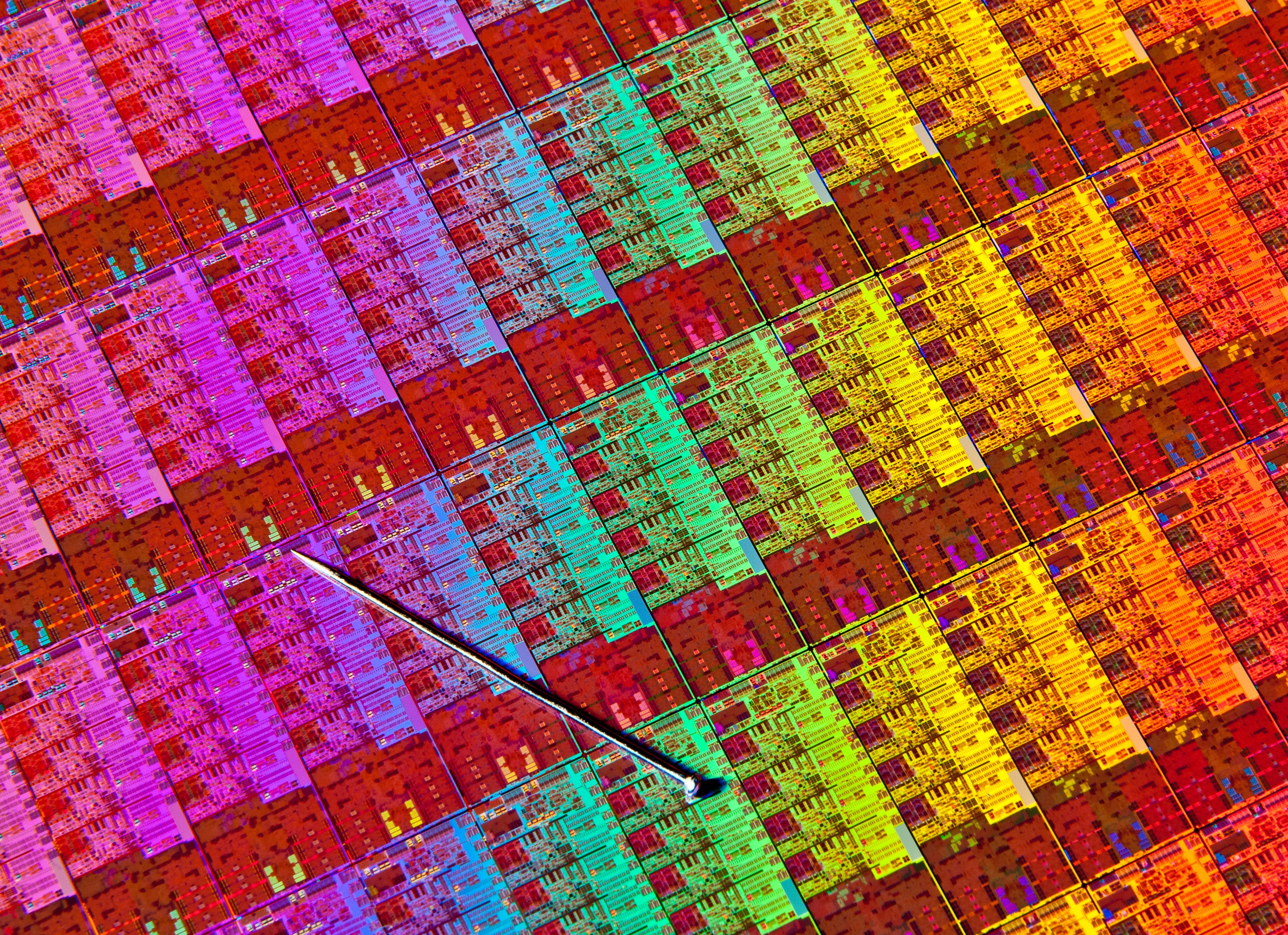
Um wafer das cpus Haswell.

### Características herdadas dos Ivy Bridge
- Processo de fabricação de 22 nm
- Transistores 3D Tri-gate (Ivy Bridge e futuros)
- Pipeline de 14 fases
- Processadores mainstream com quatro núcleos
- Suporte nativo a dual-channel de DDR3
- Cache L1 de 32KB dados + 32KB instruções por núcleo
- Cache L2 de 256KB por núcleo e até 32MB de Cache L3 compartilhado entre todos os núcleos
- 3ª geração de processadores Core i

### Características confirmadas
- Advanced Vector Extensions 2 (AVX2)
- Novo soquete - LGA 1150 para desktops e rPGA947 & BGA1364 para o mercado móvel
- Intel Transactional Synchronization Extensions (TSX)
- DirectX 11.1 e OpenGL 3.2

## Lista de processadores

### Desktop

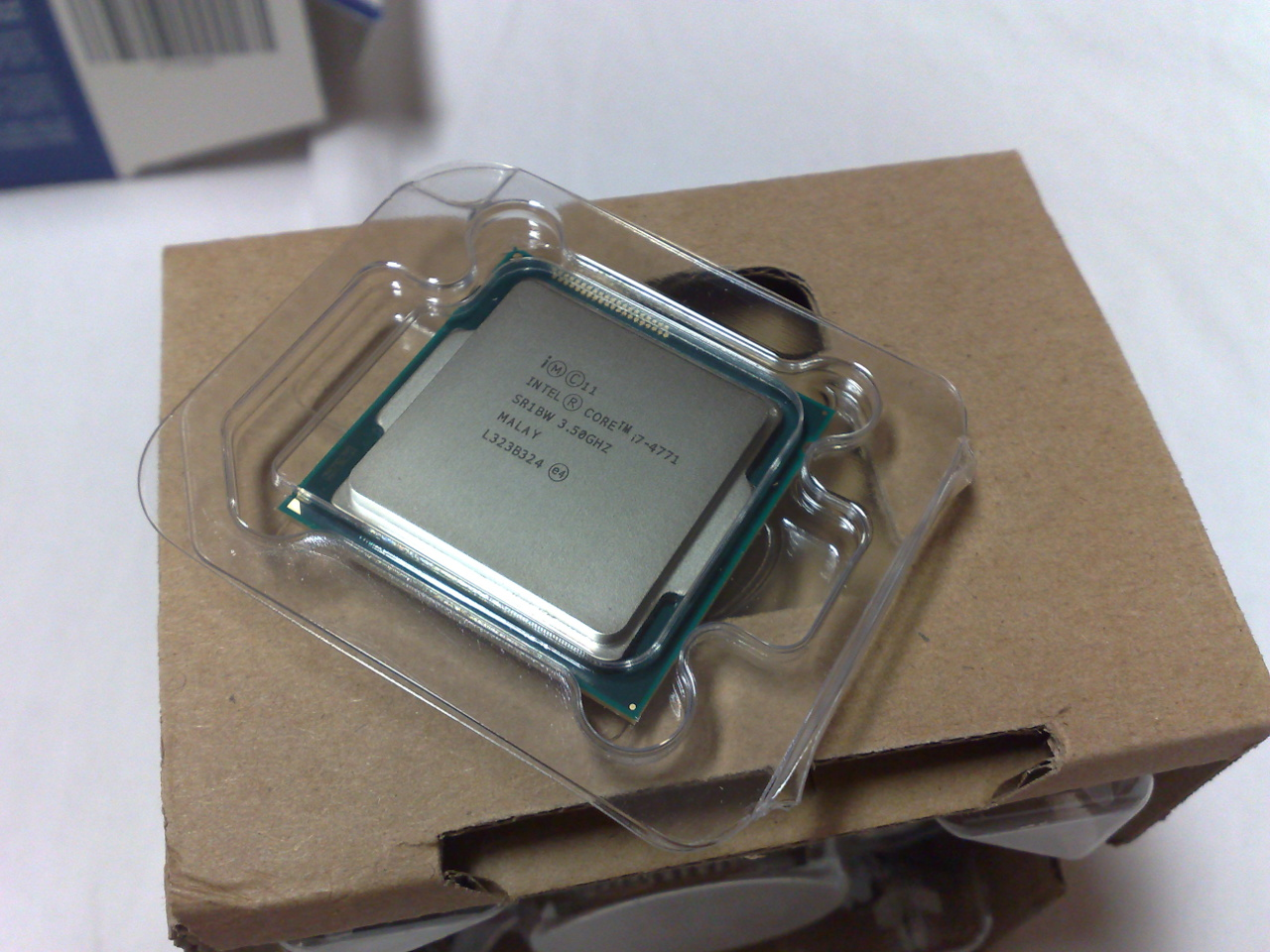
CPU Intel Haswell i7-4771, em cima de sua embalagem original que contém um dissipador de calor refrigerado por ventilador OEM

- Todos os modelos suportados: MMX, SSE, SSE2, SSE3, SSSE3, SSE4.1, SSE4.2, F16C, BMI1 (Bit de manipulação de instruções)+BMI2, Enhanced Intel SpeedStep Technology (EIST), Intel 64, XD bit (uma implementação de NX bit), Intel VT-x, e Smart Cache.
  - Core i3, i5 e i7 suportados AVX, AVX2, FMA3 e AES-NI.[19]
  - Core i3 e i7, bem como i5-4570T e i5-4570TE, suportando Hyper-threading (HT).[19]
  - Core i5 e i7 suportam Turbo Boost 2.0.[19]

| Mercado alvo | Núcleos (Threads) | Processador Marca e Modelo | Processador Marca e Modelo | Clock da CPU | Clock da CPU | Clock dos gráficos | Clock dos gráficos | Cache L3 | TDP   | Trimestre de lançamento | Preço (Dólar) | Placa-mãe   | Placa-mãe        | Placa-mãe |
| Mercado alvo | Núcleos (Threads) | Processador Marca e Modelo | Processador Marca e Modelo | Base         | Turbo        | Base               | Turbo              | Cache L3 | TDP   | Trimestre de lançamento | Preço (Dólar) | Socket      | Interface        | Memória   |
| ------------ | ----------------- | -------------------------- | -------------------------- | ------------ | ------------ | ------------------ | ------------------ | -------- | ----- | ----------------------- | ------------- | ----------- | ---------------- | --------- |
| High-End     | 8 (16)            | Core i7 Extreme            | 5960X                      | 3 GHz        | 3,5 GHz      | —                  | —                  | 20 MB    | 140 W | 3.º tri. de 2014        | $1059         | LGA 2011-v3 | DMI 2.0 PCIe 3.0 | DDR4-2133 |
| High-End     | 6 (12)            | Core i7                    | 5930K                      | 3,5 GHz      | 3,7 GHz      | —                  | —                  | 15 MB    | 140 W | 3.º tri. de 2014        | $583          | LGA 2011-v3 | DMI 2.0 PCIe 3.0 | DDR4-2133 |
| High-End     | 6 (12)            | Core i7                    | 5820K                      | 3,3 GHz      | 3,6 GHz      | —                  | —                  | 15 MB    | 140 W | 3.º tri. de 2014        | $389          | LGA 2011-v3 | DMI 2.0 PCIe 3.0 | DDR4-2133 |
| Performance  | 4 (8)             | Core i7                    | 4790                       | 3,6 GHz      | 4 GHz        | 350 MHz            | 1,2 GHz            | 8 MB     | 84 W  | 2.º tri. de 2014        | $312          | LGA 1150    | DMI 2.0 PCIe 3.0 | DDR3-1600 |
| Performance  | 4 (8)             | Core i7                    | 4790S                      | 3,2 GHz      | 4 GHz        | 350 MHz            | 1,2 GHz            | 8 MB     | 65 W  | 2.º tri. de 2014        | $303          | LGA 1150    | DMI 2.0 PCIe 3.0 | DDR3-1600 |
| Performance  | 4 (8)             | Core i7                    | 4790T                      | 2,7 GHz      | 3,9 GHz      | 350 MHz            | 1,2 GHz            | 8 MB     | 45 W  | 2.º tri. de 2014        | —             | LGA 1150    | DMI 2.0 PCIe 3.0 | DDR3-1600 |
| Performance  | 4 (8)             | Core i7                    | 4785T                      | 2,2 GHz      | 3,2 GHz      | 350 MHz            | 1,2 GHz            | 8 MB     | 35 W  | 2.º tri. de 2014        | —             | LGA 1150    | DMI 2.0 PCIe 3.0 | DDR3-1600 |
| Performance  | 4 (8)             | Core i7                    | 4771                       | 3,5 GHz      | 3,9 GHz      | 350 MHz            | 1,2 GHz            | 8 MB     | 84 W  | 3.º tri. de 2013        | $320          | LGA 1150    | DMI 2.0 PCIe 3.0 | DDR3-1600 |
| Performance  | 4 (8)             | Core i7                    | 4770K                      | 3,5 GHz      | 3,9 GHz      | 350 MHz            | 1,25 GHz           | 8 MB     | 84 W  | 2.º tri. de 2013        | $350          | LGA 1150    | DMI 2.0 PCIe 3.0 | DDR3-1600 |
| Performance  | 4 (8)             | Core i7                    | 4770                       | 3,4 GHz      | 3,9 GHz      | 350 MHz            | 1,2 GHz            | 8 MB     | 84 W  | 2.º tri. de 2013        | $312          | LGA 1150    | DMI 2.0 PCIe 3.0 | DDR3-1600 |
| Performance  | 4 (8)             | Core i7                    | 4770S                      | 3,1 GHz      | 3,9 GHz      | 350 MHz            | 1,2 GHz            | 8 MB     | 65 W  | 2.º tri. de 2013        | $303          | LGA 1150    | DMI 2.0 PCIe 3.0 | DDR3-1600 |
| Performance  | 4 (8)             | Core i7                    | 4770T                      | 2,5 GHz      | 3,7 GHz      | 350 MHz            | 1,2 GHz            | 8 MB     | 45 W  | 2.º tri. de 2013        | $303          | LGA 1150    | DMI 2.0 PCIe 3.0 | DDR3-1600 |
| Performance  | 4 (8)             | Core i7                    | 4765T                      | 2 GHz        | 3 GHz        | 350 MHz            | 1,2 GHz            | 8 MB     | 35 W  | 2.º tri. de 2013        | —             | LGA 1150    | DMI 2.0 PCIe 3.0 | DDR3-1600 |
| Mainstream   | 4 (4)             | Core i5                    | 4690                       | 3,5 GHz      | 3,9 GHz      | 350 MHz            | 1,2 GHz            | 6 MB     | 84 W  | 2.º tri. de 2014        | $213          | LGA 1150    | DMI 2.0 PCIe 3.0 | DDR3-1600 |
| Mainstream   | 4 (4)             | Core i5                    | 4690S                      | 3,2 GHz      | 3,9 GHz      | 350 MHz            | 1,2 GHz            | 6 MB     | 65 W  | 2.º tri. de 2014        | $213          | LGA 1150    | DMI 2.0 PCIe 3.0 | DDR3-1600 |
| Mainstream   | 4 (4)             | Core i5                    | 4690T                      | 2,5 GHz      | 3,5 GHz      | 350 MHz            | 1,2 GHz            | 6 MB     | 45 W  | 2.º tri. de 2014        | —             | LGA 1150    | DMI 2.0 PCIe 3.0 | DDR3-1600 |
| Mainstream   | 4 (4)             | Core i5                    | 4670K                      | 3,4 GHz      | 3,8 GHz      | 350 MHz            | 1,2 GHz            | 6 MB     | 84 W  | 2.º tri. de 2013        | $243          | LGA 1150    | DMI 2.0 PCIe 3.0 | DDR3-1600 |
| Mainstream   | 4 (4)             | Core i5                    | 4670                       | 3,4 GHz      | 3,8 GHz      | 350 MHz            | 1,2 GHz            | 6 MB     | 84 W  | 2.º tri. de 2013        | $224          | LGA 1150    | DMI 2.0 PCIe 3.0 | DDR3-1600 |
| Mainstream   | 4 (4)             | Core i5                    | 4670S                      | 3,1 GHz      | 3,8 GHz      | 350 MHz            | 1,2 GHz            | 6 MB     | 65 W  | 2.º tri. de 2013        | —             | LGA 1150    | DMI 2.0 PCIe 3.0 | DDR3-1600 |
| Mainstream   | 4 (4)             | Core i5                    | 4670T                      | 2,3 GHz      | 3,3 GHz      | 350 MHz            | 1,2 GHz            | 6 MB     | 45 W  | 2.º tri. de 2013        | $213          | LGA 1150    | DMI 2.0 PCIe 3.0 | DDR3-1600 |
| Mainstream   | 4 (4)             | Core i5                    | 4590                       | 3,3 GHz      | 3,7 GHz      | 350 MHz            | 1,15 GHz           | 6 MB     | 84 W  | 2.º tri. de 2014        | $202          | LGA 1150    | DMI 2.0 PCIe 3.0 | DDR3-1600 |
| Mainstream   | 4 (4)             | Core i5                    | 4590S                      | 3 GHz        | 3,7 GHz      | 350 MHz            | 1,15 GHz           | 6 MB     | 65 W  | 2.º tri. de 2014        | $192          | LGA 1150    | DMI 2.0 PCIe 3.0 | DDR3-1600 |
| Mainstream   | 4 (4)             | Core i5                    | 4590T                      | 2 GHz        | 3 GHz        | 350 MHz            | 1,15 GHz           | 6 MB     | 35 W  | 2.º tri. de 2014        | $192          | LGA 1150    | DMI 2.0 PCIe 3.0 | DDR3-1600 |
| Mainstream   | 4 (4)             | Core i5                    | 4570                       | 3,2 GHz      | 3,6 GHz      | 350 MHz            | 1,15 GHz           | 6 MB     | 84 W  | 2.º tri. de 2013        | $192          | LGA 1150    | DMI 2.0 PCIe 3.0 | DDR3-1600 |
| Mainstream   | 4 (4)             | Core i5                    | 4570S                      | 2,9 GHz      | 3,6 GHz      | 350 MHz            | 1,15 GHz           | 6 MB     | 65 W  | 2.º tri. de 2013        | $192          | LGA 1150    | DMI 2.0 PCIe 3.0 | DDR3-1600 |
| Mainstream   | 2 (4)             | Core i5                    | 4570T                      | 2,9 GHz      | 3,6 GHz      | 200 MHz            | 1,15 GHz           | 4 MB     | 35 W  | 2.º tri. de 2013        | $195          | LGA 1150    | DMI 2.0 PCIe 3.0 | DDR3-1600 |
| Mainstream   | 4 (4)             | Core i5                    | 4460                       | 3,2 GHz      | 3,4 GHz      | 350 MHz            | 1,1 GHz            | 6 MB     | 84 W  | 2.º tri. de 2014        | $182          | LGA 1150    | DMI 2.0 PCIe 3.0 | DDR3-1600 |
| Mainstream   | 4 (4)             | Core i5                    | 4460S                      | 2,9 GHz      | 3,4 GHz      | 350 MHz            | 1,1 GHz            | 6 MB     | 65 W  | 2.º tri. de 2014        | —             | LGA 1150    | DMI 2.0 PCIe 3.0 | DDR3-1600 |
| Mainstream   | 4 (4)             | Core i5                    | 4460T                      | 1,9 GHz      | 2,7 GHz      | 350 MHz            | 1,1 GHz            | 6 MB     | 35 W  | 2.º tri. de 2014        | —             | LGA 1150    | DMI 2.0 PCIe 3.0 | DDR3-1600 |
| Mainstream   | 4 (4)             | Core i5                    | 4440                       | 3,1 GHz      | 3,3 GHz      | 350 MHz            | 1,1 GHz            | 6 MB     | 84 W  | 3.º tri. de 2013        | $187          | LGA 1150    | DMI 2.0 PCIe 3.0 | DDR3-1600 |
| Mainstream   | 4 (4)             | Core i5                    | 4440S                      | 2,8 GHz      | 3,3 GHz      | 350 MHz            | 1,1 GHz            | 6 MB     | 65 W  | 3.º tri. de 2013        | $187          | LGA 1150    | DMI 2.0 PCIe 3.0 | DDR3-1600 |
| Mainstream   | 4 (4)             | Core i5                    | 4430                       | 3 GHz        | 3,2 GHz      | 350 MHz            | 1,1 GHz            | 6 MB     | 84 W  | 3.º tri. de 2013        | $187          | LGA 1150    | DMI 2.0 PCIe 3.0 | DDR3-1600 |
| Mainstream   | 4 (4)             | Core i5                    | 4430S                      | 2,7 GHz      | 3,2 GHz      | 350 MHz            | 1,1 GHz            | 6 MB     | 65 W  | 3.º tri. de 2013        | —             | LGA 1150    | DMI 2.0 PCIe 3.0 | DDR3-1600 |
| Mainstream   | 2 (4)             | Core i3                    | 4370                       | 3,8 GHz      | —            | 350 MHz            | 1,15 GHz           | 4 MB     | 54 W  | 3.º tri. de 2014        | $147          | LGA 1150    | DMI 2.0 PCIe 3.0 | DDR3-1600 |
| Mainstream   | 2 (4)             | Core i3                    | 4370T                      | 3,3 GHz      | —            | 200 MHz            | 1,15 GHz           | 4 MB     | 35 W  | 1.º tri. de 2015        | —             | LGA 1150    | DMI 2.0 PCIe 3.0 | DDR3-1600 |
| Mainstream   | 2 (4)             | Core i3                    | 4360                       | 3,7 GHz      | —            | 350 MHz            | 1,15 GHz           | 4 MB     | 54 W  | 2.º tri. de 2014        | $147          | LGA 1150    | DMI 2.0 PCIe 3.0 | DDR3-1600 |
| Mainstream   | 2 (4)             | Core i3                    | 4360T                      | 3,2 GHz      | —            | 200 MHz            | 1,15 GHz           | 4 MB     | 35 W  | 3.º tri. de 2014        | —             | LGA 1150    | DMI 2.0 PCIe 3.0 | DDR3-1600 |
| Mainstream   | 2 (4)             | Core i3                    | 4350                       | 3,6 GHz      | —            | 350 MHz            | 1,15 GHz           | 4 MB     | 54 W  | 2.º tri. de 2014        | $147          | LGA 1150    | DMI 2.0 PCIe 3.0 | DDR3-1600 |
| Mainstream   | 2 (4)             | Core i3                    | 4350T                      | 3,1 GHz      | —            | 200 MHz            | 1,15 GHz           | 4 MB     | 35 W  | 2.º tri. de 2014        | $138          | LGA 1150    | DMI 2.0 PCIe 3.0 | DDR3-1600 |
| Mainstream   | 2 (4)             | Core i3                    | 4340                       | 3,6 GHz      | —            | 350 MHz            | 1,15 GHz           | 4 MB     | 54 W  | 3.º tri. de 2013        | $157          | LGA 1150    | DMI 2.0 PCIe 3.0 | DDR3-1600 |
| Mainstream   | 2 (4)             | Core i3                    | 4330                       | 3,5 GHz      | —            | 350 MHz            | 1,15 GHz           | 4 MB     | 54 W  | 3.º tri. de 2013        | $138          | LGA 1150    | DMI 2.0 PCIe 3.0 | DDR3-1600 |
| Mainstream   | 2 (4)             | Core i3                    | 4330T                      | 3 GHz        | —            | 200 MHz            | 1,15 GHz           | 4 MB     | 35 W  | 3.º tri. de 2013        | —             | LGA 1150    | DMI 2.0 PCIe 3.0 | DDR3-1600 |
| Mainstream   | 2 (4)             | Core i3                    | 4170                       | 3,7 GHz      | —            | 350 MHz            | 1,15 GHz           | 3 MB     | 54 W  | 1.º tri. de 2015        | $117          | LGA 1150    | DMI 2.0 PCIe 3.0 | DDR3-1600 |
| Mainstream   | 2 (4)             | Core i3                    | 4170T                      | 3,2 GHz      | —            | 200 MHz            | 1,15 GHz           | 3 MB     | 35 W  | 1.º tri. de 2015        | —             | LGA 1150    | DMI 2.0 PCIe 3.0 | DDR3-1600 |
| Mainstream   | 2 (4)             | Core i3                    | 4160                       | 3,6 GHz      | —            | 350 MHz            | 1,15 GHz           | 3 MB     | 54 W  | 3.º tri. de 2014        | $117          | LGA 1150    | DMI 2.0 PCIe 3.0 | DDR3-1600 |
| Mainstream   | 2 (4)             | Core i3                    | 4160T                      | 3,1 GHz      | —            | 200 MHz            | 1,15 GHz           | 3 MB     | 35 W  | 3.º tri. de 2014        | —             | LGA 1150    | DMI 2.0 PCIe 3.0 | DDR3-1600 |
| Mainstream   | 2 (4)             | Core i3                    | 4150                       | 3,5 GHz      | —            | 350 MHz            | 1,15 GHz           | 3 MB     | 54 W  | 2.º tri. de 2014        | $117          | LGA 1150    | DMI 2.0 PCIe 3.0 | DDR3-1600 |
| Mainstream   | 2 (4)             | Core i3                    | 4150T                      | 3 GHz        | —            | 200 MHz            | 1,15 GHz           | 3 MB     | 35 W  | 2.º tri. de 2014        | —             | LGA 1150    | DMI 2.0 PCIe 3.0 | DDR3-1600 |
| Mainstream   | 2 (4)             | Core i3                    | 4130                       | 3,4 GHz      | —            | 350 MHz            | 1,15 GHz           | 3 MB     | 54 W  | 3.º tri. de 2013        | $117          | LGA 1150    | DMI 2.0 PCIe 3.0 | DDR3-1600 |
| Mainstream   | 2 (4)             | Core i3                    | 4130T                      | 2,9 GHz      | —            | 200 MHz            | 1,15 GHz           | 3 MB     | 35 W  | 3.º tri. de 2013        | $117          | LGA 1150    | DMI 2.0 PCIe 3.0 | DDR3-1600 |
| Mainstream   | 2 (2)             | Pentium G                  | 3470                       | 3,6 GHz      | —            | 350 MHz            | 1,1 GHz            | 3 MB     | 53 W  | 1.º tri. de 2015        | —             | LGA 1150    | DMI 2.0 PCIe 3.0 | DDR3-1600 |
| Mainstream   | 2 (2)             | Pentium G                  | 3460                       | 3,5 GHz      | —            | 350 MHz            | 1,1 GHz            | 3 MB     | 53 W  | 3.º tri. de 2014        | $82           | LGA 1150    | DMI 2.0 PCIe 3.0 | DDR3-1600 |
| Mainstream   | 2 (2)             | Pentium G                  | 3460T                      | 3 GHz        | —            | 200 MHz            | 1,1 GHz            | 3 MB     | 35 W  | 1.º tri. de 2015        | —             | LGA 1150    | DMI 2.0 PCIe 3.0 | DDR3-1600 |
| Mainstream   | 2 (2)             | Pentium G                  | 3450                       | 3,4 GHz      | —            | 350 MHz            | 1,1 GHz            | 3 MB     | 53 W  | 2.º tri. de 2014        | $82           | LGA 1150    | DMI 2.0 PCIe 3.0 | DDR3-1600 |
| Mainstream   | 2 (2)             | Pentium G                  | 3450T                      | 2,9 GHz      | —            | 200 MHz            | 1,1 GHz            | 3 MB     | 35 W  | 3.º tri. de 2014        | —             | LGA 1150    | DMI 2.0 PCIe 3.0 | DDR3-1600 |
| Mainstream   | 2 (2)             | Pentium G                  | 3440                       | 3,3 GHz      | —            | 350 MHz            | 1,1 GHz            | 3 MB     | 53 W  | 2.º tri. de 2014        | $82           | LGA 1150    | DMI 2.0 PCIe 3.0 | DDR3-1600 |
| Mainstream   | 2 (2)             | Pentium G                  | 3440T                      | 2,8 GHz      | —            | 200 MHz            | 1,1 GHz            | 3 MB     | 35 W  | 2.º tri. de 2014        | —             | LGA 1150    | DMI 2.0 PCIe 3.0 | DDR3-1600 |
| Mainstream   | 2 (2)             | Pentium G                  | 3430                       | 3,3 GHz      | —            | 350 MHz            | 1,1 GHz            | 3 MB     | 53 W  | 3.º tri. de 2013        | $93           | LGA 1150    | DMI 2.0 PCIe 3.0 | DDR3-1600 |
| Mainstream   | 2 (2)             | Pentium G                  | 3420                       | 3,2 GHz      | —            | 350 MHz            | 1,15 GHz           | 3 MB     | 53 W  | 3.º tri. de 2013        | $82           | LGA 1150    | DMI 2.0 PCIe 3.0 | DDR3-1600 |
| Mainstream   | 2 (2)             | Pentium G                  | 3420T                      | 2,7 GHz      | —            | 200 MHz            | 1,1 GHz            | 3 MB     | 35 W  | 3.º tri. de 2013        | —             | LGA 1150    | DMI 2.0 PCIe 3.0 | DDR3-1600 |
| Mainstream   | 2 (2)             | Pentium G                  | 3260                       | 3,3 GHz      | —            | 350 MHz            | 1,1 GHz            | 3 MB     | 53 W  | 1.º tri. de 2015        | $64           | LGA 1150    | DMI 2.0 PCIe 3.0 | DDR3-1333 |
| Mainstream   | 2 (2)             | Pentium G                  | 3260T                      | 2,9 GHz      | —            | 200 MHz            | 1,1 GHz            | 3 MB     | 35 W  | 1.º tri. de 2015        | —             | LGA 1150    | DMI 2.0 PCIe 3.0 | DDR3-1333 |
| Mainstream   | 2 (2)             | Pentium G                  | 3258                       | 3,2 GHz      | —            | 350 MHz            | 1,1 GHz            | 3 MB     | 53 W  | 2.º tri. de 2014        | —             | LGA 1150    | DMI 2.0 PCIe 3.0 | DDR3-1333 |
| Mainstream   | 2 (2)             | Pentium G                  | 3250                       | 3,2 GHz      | —            | 350 MHz            | 1,1 GHz            | 3 MB     | 53 W  | 3.º tri. de 2014        | $50           | LGA 1150    | DMI 2.0 PCIe 3.0 | DDR3-1333 |
| Mainstream   | 2 (2)             | Pentium G                  | 3250T                      | 2,8 GHz      | —            | 200 MHz            | 1,1 GHz            | 3 MB     | 35 W  | 3.º tri. de 2014        | —             | LGA 1150    | DMI 2.0 PCIe 3.0 | DDR3-1333 |
| Mainstream   | 2 (2)             | Pentium G                  | 3240                       | 3,1 GHz      | —            | 350 MHz            | 1,1 GHz            | 3 MB     | 53 W  | 2.º tri. de 2014        | $54           | LGA 1150    | DMI 2.0 PCIe 3.0 | DDR3-1333 |
| Mainstream   | 2 (2)             | Pentium G                  | 3240T                      | 2,7 GHz      | —            | 200 MHz            | 1,1 GHz            | 3 MB     | 35 W  | 2.º tri. de 2014        | —             | LGA 1150    | DMI 2.0 PCIe 3.0 | DDR3-1333 |
| Mainstream   | 2 (2)             | Pentium G                  | 3220                       | 3 GHz        | —            | 350 MHz            | 1,1 GHz            | 3 MB     | 53 W  | 3.º tri. de 2013        | $54           | LGA 1150    | DMI 2.0 PCIe 3.0 | DDR3-1333 |
| Mainstream   | 2 (2)             | Pentium G                  | 3220T                      | 2,6 GHz      | —            | 200 MHz            | 1,1 GHz            | 3 MB     | 35 W  | 3.º tri. de 2013        | —             | LGA 1150    | DMI 2.0 PCIe 3.0 | DDR3-1333 |
| Mainstream   | 2 (2)             | Celeron G                  | 1850                       | 2,9 GHz      | —            | 350 MHz            | 1,05 GHz           | 2 MB     | 53 W  | 2.º tri. de 2014        | $52           | LGA 1150    | DMI 2.0 PCIe 3.0 | DDR3-1333 |
| Mainstream   | 2 (2)             | Celeron G                  | 1840                       | 2,8 GHz      | —            | 350 MHz            | 1,05 GHz           | 2 MB     | 53 W  | 2.º tri. de 2014        | $42           | LGA 1150    | DMI 2.0 PCIe 3.0 | DDR3-1333 |
| Mainstream   | 2 (2)             | Celeron G                  | 1840T                      | 2,5 GHz      | —            | 200 MHz            | 1,05 GHz           | 2 MB     | 35 W  | 2.º tri. de 2014        | $42           | LGA 1150    | DMI 2.0 PCIe 3.0 | DDR3-1333 |
| Mainstream   | 2 (2)             | Celeron G                  | 1830                       | 2,8 GHz      | —            | 350 MHz            | 1,05 GHz           | 2 MB     | 53 W  | 1.º tri. de 2014        | $52           | LGA 1150    | DMI 2.0 PCIe 3.0 | DDR3-1333 |
| Mainstream   | 2 (2)             | Celeron G                  | 1820                       | 2,7 GHz      | —            | 350 MHz            | 1,05 GHz           | 2 MB     | 53 W  | 1.º tri. de 2014        | $42           | LGA 1150    | DMI 2.0 PCIe 3.0 | DDR3-1333 |
| Mainstream   | 2 (2)             | Celeron G                  | 1820T                      | 2,4 GHz      | —            | 200 MHz            | 1,05 GHz           | 2 MB     | 35 W  | 1.º tri. de 2014        | —             | LGA 1150    | DMI 2.0 PCIe 3.0 | DDR3-1333 |

Legenda:
- K - Desbloqueado (Multiplicador desbloqueado até 63)
- S - Desempenho otimizado (baixa potência até 65W TDP)
- T - Uso de energia otimizado (baixa potência com 35-45W TDP)

a  Algumas dessas configurações pode ser desativado pelo chipset. Por exemplo, os chipsets da série H desativar todas as configurações de pista PCIe 3.0, exceto 1 × 16.
b  Este recurso também requer um chipset que suporta VT-d como o chipset Q87 ou o chipset X99.

### Integrado
| Mercado alvo | Núcleos (Threads) | Processador Marca e Modelo | Processador Marca e Modelo | Clock da CPU | Clock da CPU | Clock dos gráficos | Clock dos gráficos | Cache L3 | TDP   | Trimestre de lançamento | Preço (Dólar) | Placa-mãe   | Placa-mãe        | Placa-mãe |
| Mercado alvo | Núcleos (Threads) | Processador Marca e Modelo | Processador Marca e Modelo | Base         | Turbo        | Base               | Turbo              | Cache L3 | TDP   | Trimestre de lançamento | Preço (Dólar) | Socket      | Interface        | Memória   |
| ------------ | ----------------- | -------------------------- | -------------------------- | ------------ | ------------ | ------------------ | ------------------ | -------- | ----- | ----------------------- | ------------- | ----------- | ---------------- | --------- |
| High-End     | 12 (24)           | Xeon E5                    | 4648 v3                    | 1,7 GHz      | 2,2 GHz      | —                  | —                  | 30 MB    | 105 W | 2.º tri. de 2015        | $2405         | LGA 2011-v3 | DMI 2.0 PCIe 3.0 | DDR4      |
| High-End     | 12 (24)           | Xeon E5                    | 2680 v3                    | 2,5 GHz      | 3,3 GHz      | —                  | —                  | 30 MB    | 120 W | 3.º tri. de 2014        | $1745         | LGA 2011-v3 | DMI 2.0 PCIe 3.0 | DDR4 2133 |
| High-End     | 12 (24)           | Xeon E5                    | 2658A v3                   | 2,2 GHz      | 2,9 GHz      | —                  | —                  | 30 MB    | 105 W | 1.º tri. de 2015        | $1832         | LGA 2011-v3 | DMI 2.0 PCIe 3.0 | DDR4 2133 |
| High-End     | 12 (24)           | Xeon E5                    | 2658 v3                    | 2,2 GHz      | 2,9 GHz      | —                  | —                  | 30 MB    | 105 W | 3.º tri. de 2014        | $1832         | LGA 2011-v3 | DMI 2.0 PCIe 3.0 | DDR4 2133 |
| High-End     | 12 (24)           | Xeon E5                    | 2648L v3                   | 1,8 GHz      | 2,5 GHz      | —                  | —                  | 30 MB    | 75 W  | 3.º tri. de 2014        | $1544         | LGA 2011-v3 | DMI 2.0 PCIe 3.0 | DDR4 2133 |
| High-End     | 8 (16)            | Xeon E5                    | 2640 v3                    | 2,6 GHz      | 3,4 GHz      | —                  | —                  | 20 MB    | 90 W  | 3.º tri. de 2014        | $939          | LGA 2011-v3 | DMI 2.0 PCIe 3.0 | DDR4 1866 |

### Portáteis
- Todos os modelos suportam: MMX, SSE, SSE2, SSE3, SSSE3, SSE4.1, SSE4.2, AVX, AVX2, FMA3, F16C, BMI1 (Bit Manipulation Instructions1), BMI2, Enhanced Intel SpeedStep Technology (EIST), Intel VT-x, Intel 64, XD bit (uma implementação de NX bit), Turbo Boost 2.0 (except Core i3, Pentium e Celeron models), e Smart Cache.
- Platform Controller Hub (PCH) integrado ao pacote da CPU, reduzindo ligeiramente a quantidade de espaço usado nas placas-mãe.[20]

| Mercado alvo | Núcleos (Threads) | Processador Marca e Modelo | Processador Marca e Modelo | Clock da CPU | Clock da CPU | Clock dos gráficos | Clock dos gráficos | Cache L3 | TDP  | Trimestre de lançamento | Preço (Dólar) | Placa-mãe | Placa-mãe        | Placa-mãe  |
| Mercado alvo | Núcleos (Threads) | Processador Marca e Modelo | Processador Marca e Modelo | Base         | Turbo        | Base               | Turbo              | Cache L3 | TDP  | Trimestre de lançamento | Preço (Dólar) | Socket    | Interface        | Memória    |
| ------------ | ----------------- | -------------------------- | -------------------------- | ------------ | ------------ | ------------------ | ------------------ | -------- | ---- | ----------------------- | ------------- | --------- | ---------------- | ---------- |
| High-End     | 4 (8)             | Core i7 Extreme            | 4940MX                     | 3,1 GHz      | 4 GHz        | 400 MHz            | 1,35 GHz           | 8 MB     | 57 W | 1.º tri. de 2014        | —             | —         | DMI 2.0 PCIe 3.0 | DDR3L 1600 |
| High-End     | 4 (8)             | Core i7 Extreme            | 4930MX                     | 3 GHz        | 3,9 GHz      | 400 MHz            | 1,35 GHz           | 8 MB     | 57 W | 2.º tri. de 2013        | —             | PGA 946   | DMI 2.0 PCIe 3.0 | DDR3L 1600 |
| Performance  | 4 (8)             | Core i7                    | 4910MQ                     | 2,9 GHz      | 3,9 GHz      | 400 MHz            | 1,3 GHz            | 8 MB     | 47 W | 1.º tri. de 2014        | $570          | PGA 946   | DMI 2.0 PCIe 3.0 | DDR3L 1600 |

### Servidor
- Todos os modelos suportados: MMX, SSE, SSE2, SSE3, SSSE3, SSE4.1, SSE4.2, AVX (Advanced Vector Extensions), AVX2, FMA3, F16C, BMI (Bit Manipulation Instructions 1)+BMI2, Enhanced Intel SpeedStep Technology (EIST), Intel 64, XD bit (uma implementação de NX bit), TXT, Intel vPro, Intel VT-x, Intel VT-d, Hyper-threading (exceto E3-1220 v3 e E3-1225 v3), Turbo Boost 2.0, AES-NI, e Smart Cache.
- Os modelos Haswell-EX suportam TSX, enquanto os modelos Haswell-E e Haswell-EP foram desativados por meio de uma atualização de microcódigo em agosto de 2014, devido a um bug descoberto na implementação do TSX.[21]

| Mercado alvo | Núcleos (Threads) | Processador Marca e Modelo | Processador Marca e Modelo | Clock da CPU | Clock da CPU | Clock dos gráficos | Clock dos gráficos | Cache L3 | TDP   | Trimestre de lançamento | Preço (Dólar) | Placa-mãe | Placa-mãe        | Placa-mãe |
| Mercado alvo | Núcleos (Threads) | Processador Marca e Modelo | Processador Marca e Modelo | Base         | Turbo        | Base               | Turbo              | Cache L3 | TDP   | Trimestre de lançamento | Preço (Dólar) | Socket    | Interface        | Memória   |
| ------------ | ----------------- | -------------------------- | -------------------------- | ------------ | ------------ | ------------------ | ------------------ | -------- | ----- | ----------------------- | ------------- | --------- | ---------------- | --------- |
| High-End     | 4 (8)             | Xeon E7                    | 8893 v3                    | 3,2 GHz      | 3,5 GHz      | —                  | —                  | 45 MB    | 140 W | 2.º tri. de 2015        | $6841         | LGA 2011  | DMI 2.0 PCIe 3.0 | DDR4 1866 |
| High-End     | 10 (20)           | Xeon E7                    | 8891 v3                    | 2,8 GHz      | 3,5 GHz      | —                  | —                  | 45 MB    | 165 W | 2.º tri. de 2015        | $6841         | LGA 2011  | DMI 2.0 PCIe 3.0 | DDR4 1866 |

Sufixos SKU para denotar:
- L –  baixa potência

1. Quando um modo de operação mais frio ou silencioso é desejado, esse modo especifica um TDP mais baixo e uma frequência garantida mais baixa em relação ao modo nominal.[22][22]:71–72
2. Esta é a frequência nominal do processador e o TDP.[22]:71–72
3. Quando o resfriamento extra está disponível, este modo especifica um TDP mais alto e uma frequência garantida mais alta em relação ao modo nominal.[22]:71–72

Sufixos SKU para denotar:
- M –  processador móvel (Socket G3)
- Q –  quad-core
- U –  potência ultrabaixa (embalagem BGA1168)
- X –  "extreme"
- Y –  extrema baixa potência (embalagem BGA1168)
- E / H –  embalagem BGA1364